# Olav Bjørnstad
Olav Trygve Bjørnstad (Oslo, 16 de desembre de 1882 – Oslo, 13 de juny de 1963) va ser un remer noruec que va competir a començaments del segle xx.
El 1912 va prendre part en els Jocs Olímpics d'Estocolm, on guanyà la medalla de bronze en la competició del quatre amb timoner, inriggers del programa de rem, formant equip amb Claus Høyer, Reidar Holter, Magnus Herseth i Frithjof Olstad, sent-ne el timoner.